# Kajdanovo
Kajdanovo (ukrajinsky Кайданово, do roku 1995 Кайданове; maďarsky Kajdanó) je ves na Ukrajině, v Zakarpatské oblasti, v okrese Mukačevo, ve vesnické komunitě Velyki Lučky, v obci Rakošino. V období mezi světovými válkami byla ves součástí první československé republiky.

## Obyvatelstvo
V roce 2024 zde žilo 1224 obyvatel.

### Rozložení obyvatelstva podle rodného jazyka
| Jazyk        | Jazyk   |
| ------------ | ------- |
| Ukrajinština | 86,68 % |
| Maďarština   | 12,91 % |
| Ruština      | 0,33 %  |
| Moldavština  | 0,08 %  |

Pozn.: Podle sčítání lidu v roce 2001.